# میرز اشبی
میرز اشبی (به انگلیسی: Mears Ashby) یک روستا و محله مدنی در بریتانیا است که در Wellingborough واقع شده‌است. میرز اشبی ۴۷۳ نفر جمعیت دارد.